# Platydictya densissima
Platydictya densissima là một loài Rêu trong họ Amblystegiaceae. Loài này được (Cardot) H. Rob. miêu tả khoa học đầu tiên năm 1972.